# Siegfriedmühle (Xanten)

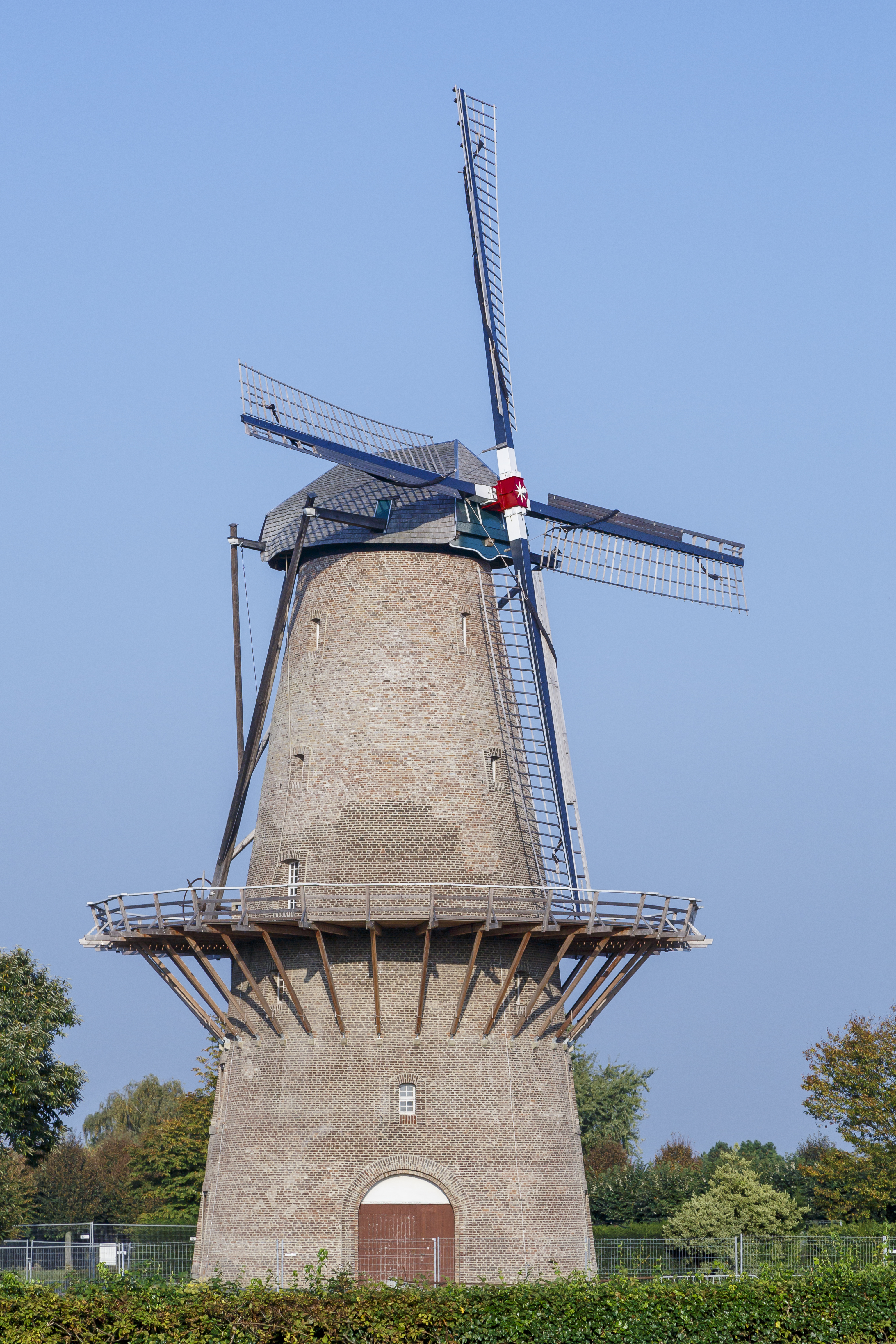
Siegfriedmühle

Die Siegfriedmühle, auch Biermanns Mühle oder Xantener Kaffeemühle genannt, ist eine ehemalige Getreidemühle in der Stadt Xanten im Kreis Wesel am unteren Niederrhein in Nordrhein-Westfalen. Die Mühle liegt am Nordrand von Xanten inmitten von ausgedehntem Wiesenland und ist eingebunden in den LVR-Archäologischen Park Xanten.

## Geschichte
Die Siegfriedmühle wurde vermutlich 1744 als Getreidemühle außerhalb der Stadt Xanten erbaut. 1771 ging sie in Erbpacht an Familie Schmitz über. Als Ergänzung zur Windkraft wurde 1854 zusätzlich eine Dampfmaschine eingebaut. 1912 wurde die Mühle durch einen Blitzeinschlag so stark zerstört, dass der Mahlbetrieb zunächst eingestellt werden musste. Ab 1928 wurde sie nur noch mit Dampfkraft betrieben.
Im Zweiten Weltkrieg wurde die Mühle erneut stark beschädigt. Im Zuge des Wiederaufbaus in den 1960er Jahren wurden unter anderem Teile des Mauerwerks ersetzt und neue Flügel montiert.
Die Familie Tönnissen verkaufte 1999 die Mühle an den Landschaftsverband Rheinland (LVR). Frau Tönnissen hatte zur damaligen Zeit Grund und Boden in die Ehe eingebracht. Da Frau Tönnissen eine geborene Biermann war, wurde die Mühle auch als Biermanns Mühle oder Biermann-Mühle bezeichnet.
2002 zerstörte der Sturm Jeanette die neuen Flügel so stark, dass sie abgebaut werden mussten. Fünf Jahre später wurden im Rahmen einer erneuten Restaurierung die Dachkonstruktion und die Segelgatterflügel erneuert sowie ein moderner Anbau hinzugefügt. In diesem Trakt sowie im unteren Stockwerk wurde eine Mühlengastronomie eingerichtet, während die oberen Stockwerke nicht genutzt wurden.
2013 erhielt die Mühle eine neue Haube und zwei neue Flügelpaare mit Segelbespannung und mehr als 25 Metern Spannweite. Die ehemalige Mühlentechnik wurde wieder instand gesetzt.
Die Kosten für die Fassadensanierung, die Haube, die Erneuerung der Mühlentechnik und der Galerie sowie für Holzschutzarbeiten und das Trockenlegen des Sockels beliefen sich auf rund 520.000 Euro.

## Beschreibung
Der in Backsteinbauweise errichtete siebenstöckige konische Mühlenturm mit Steert und Segelgatterflügelkreuz ist von einer umlaufenden hölzernen Galerie im dritten Stockwerk umgeben und besitzt einen später hinzugefügten Anbau. Ein solcher Mühlentyp wird auch als Galerieholländer bezeichnet. Die Siegfriedmühle gehört zu den größten Mühlen dieses Typs.
Die unteren beiden Stockwerke beherbergen die ehemaligen Wohnräume des Müllers, die Mühle selbst befand sich in den darüber liegenden Stockwerken. Im dritten und vierten Stockwerk sind die Sack- und Kornkammer, im fünften und sechsten Stockwerk die Mahlböden untergebracht.

## Denkmalschutz
1981 wurde die Siegfriedmühle unter der Nummer 39 in die Liste der Baudenkmäler in Xanten eingetragen.